# Hanul Roșu din Brașov
Hanul Roșu din Brașov este un monument istoric aflat pe teritoriul municipiului Brașov. În Repertoriul Arheologic Național, monumentul apare cu codul 40205.198.